# Polyptyque de Sant'Emidio
Le polyptyque de Sant'Emidio (ou polyptyque d'Ascoli Piceno) est une peinture à la détrempe et à l'or sur bois (environ 290 × 280 cm) de Carlo Crivelli, datée de 1473 et conservée dans la chapelle du Sacrement à la cathédrale Sant'Emidio à Ascoli Piceno. Il est signé dans le panneau central « OPVS KAROLI CRIVELLI VENETI 1473 ».

## Histoire
En opposition à la dispersion générale des œuvres de Crivelli dans les Marches, le polyptyque d'Ascoli, commandé par l'évêque Prospero Caffarelli, n'a pas été retiré de la cathédrale depuis son placement en 1473, restant intact tant au niveau des panneaux que du cadre,.
L'œuvre, d'une importance fondamentale dans la carrière artistique de Crivelli, louée par Amico Ricci en 1834, fut sous-estimée par Cavalcaselle, Rushforth et Testi. Des critiques plus récentes, dont celle de Lionello Venturi (1961), soulignent sa qualité et sa valeur, en raison de son aspect inaltéré, tant en ce qui concerne les surfaces peintes que les décorations en bois,.
Dans les années 1970, la partie droite de la prédelle a fait l'objet d'une tentative de vol. Une restauration (1973) a permis d'éliminer les dommages causés par le temps,.

## Description et style
Le polyptyque comporte trois registres. Sur le registre central se trouve la Vierge en majesté (136 × 66 cm) et quatre compartiments latéraux avec les saints en pied : saint Pierre, saint Jean-Baptiste, saint Emidius et saint Paul (136 × 39 cm chacun). Sur le registre supérieur, on trouve au centre un Christ en homme de douleurs (61 × 64 cm) et quatre saints latéraux en demi-hauteur : sainte Catherine d'Alexandrie, saint Jérôme, saint Georges et sainte Ursule ( 65 × 41 cm chacun). En bas, la prédelle simule une arcade avec le Christ bénissant et dix apôtres (27 × 280 cm),.

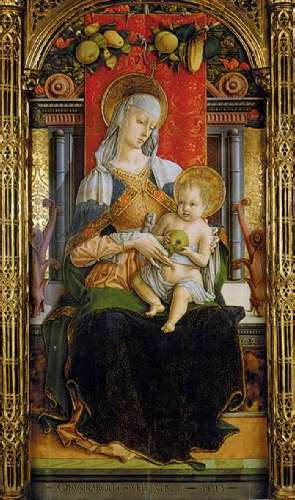
Vierge à l'Enfant trônant.
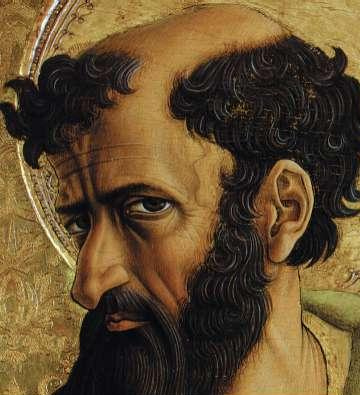
Saint Paul, détail.
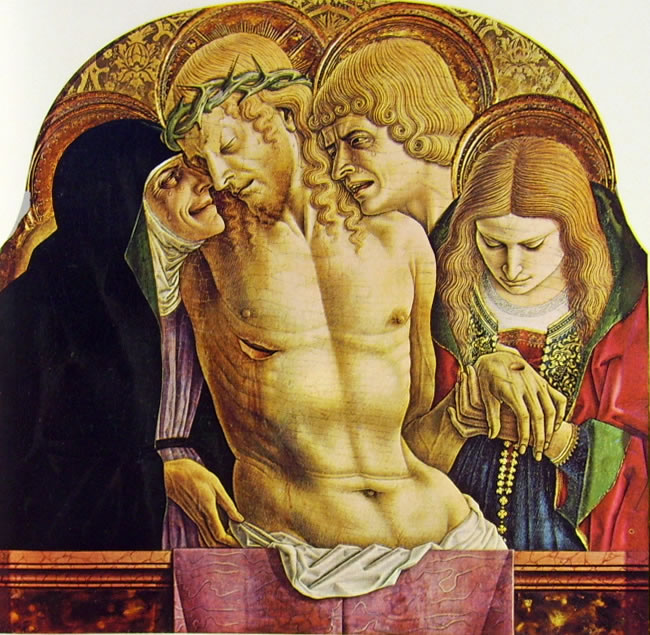
Le Christ en homme de douleurs.
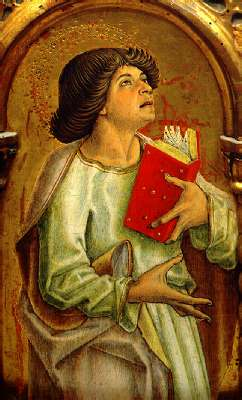
Apôtre de la prédelle.

## Source de traduction
- (it) Cet article est partiellement ou en totalité issu de l’article de Wikipédia en italien intitulé « Polittico di Sant'Emidio » (voir la liste des auteurs).